# Catch My Disease
Catch My Disease is een nummer van de Australische zanger Ben Lee uit 2006. Het is de tweede single van zijn vijfde studioalbum Awake Is the New Sleep.
"Catch My Disease" is een vrolijk lenteliedje dat gaat over blij zijn met wat je hebt. Het nummer werd een bescheiden hit voor Lee in zijn thuisland Australië, waar het de 27e positie bereikte. Nederland was het enige Europese land waar de plaat een klein succesje werd; het werd 3FM Megahit en bereikte de 9e positie in de Mega Top 50 van 3FM. Ook bereikte het de 11e positie in de Tipparade.

## Tracklijst
Australische en Nieuw-Zeelandse CD-EP
1. "Catch My Disease"
2. "Float On"
3. "No Right Angles" (live)
4. "Something Borrowed, Something Blue" (live)
5. "Catch My Disease" (demo)
6. "Gamble Everything for Love" (video)